# College Park, Georgia
College Park är en stad (city) i Clayton County, och  Fulton County, i delstaten Georgia, USA. Enligt United States Census Bureau har staden en folkmängd på 14 360 invånare (2011) och en landarea på 26,1 km².